# 사랑해, 아줌마
《사랑해, 아줌마》는 2006년 1월 7일에 MBC에서 방영한 베스트극장이다. 2005년 MBC 극본공모 우수작으로 당선된 작품이다.

## 등장 인물

### 주요 인물
- 박민지 : 김세리(17세) 역
- 박순천 : 강끝순(45세) 역

### 그 외 인물
- 이한위 : 세리의 아버지 역
- 정복임 : 세리의 어머니 역
- 이대연
- 임세미
- 강원
- 단소영
- 정용국
- 전성애
- 김형일
- 전일범
- 유지수
- 이병규